# Киниалон
Киниалон (др.-греч. Χινιαλών, Khinialon, Chinialus) — правитель кутригуров или Патрии Оногурии в 530-х, 540-х годах.
Был князем от 530 до 551 г., был отцом Синиона (Sinion). Около 551 года 12 000 подчинявшихся ему болгар пошли войной на гепидов, победили их, вышли на Балканы, захватили и разорили балканские провинции Византийской империи.
Императору Юстиниану удалось договориться с утигурами под руководством Сандила, выступивших против своих родственников кутригуров.
В связи с опасностью для Константинополя, византийский император Юстиниан I направил послов на север Чёрного моря к вождю утигуров Сандилу - соседей кутригуров. Послы сделали богатые дары деньгами и оружием, и убедили Сандила напасть на столицу кутригуров. Поскольку армия кутригуров была во Фракии, войска Сандила легко перешли Дон и разбили отряды противника.
Узнав о нападении, владелец кутригуров поспешил переправиться через Дунай, в результате чего значительная часть Фракии спаслась. После этого начинается продолжительная семилетняя война между соседними племенами.
До Киниалона известно только четыре имени лидеров в данной части Патрии Оногурии (Patria Onoguria). Два из них также приводятся в качестве альтернативных обладателей лидеров утигуров: Грод (520-528) и Мугел (528-530).
Некоторые источники указывают на связь Киниалона с Аттилой, через утигуров и Эрнака (третьего сына Аттилы). Однако, возможно, что отнесение к потомкам Аттилы имело романтический, а не фактический характер.